# Pityromeria concolor
Pityromeria concolor là một loài thực vật có mạch trong họ Adiantaceae. Loài này được (Baker) L.D. Gómez miêu tả khoa học đầu tiên năm 1979.